# Angarotipula snodgrassiana
Angarotipula snodgrassiana är en tvåvingeart som först beskrevs av Alexander 1966.  Angarotipula snodgrassiana ingår i släktet Angarotipula och familjen storharkrankar. Inga underarter finns listade i Catalogue of Life.